# Art bouddhique
 (août 2008).
Si vous disposez d'ouvrages ou d'articles de référence ou si vous connaissez des sites web de qualité traitant du thème abordé ici, merci de compléter l'article en donnant les références utiles à sa vérifiabilité et en les liant à la section « Notes et références ».
L’art bouddhique naît dans le sous-continent indien, probablement durant les siècles suivant la mort du Bouddha historique ou Gautama Bouddha (Ve siècle av. J.-C. et IVe siècle av. J.-C.), bien que ses premières manifestations attestées par des découvertes archéologiques semblent dater du règne d'Ashoka. Une première phase, essentiellement indienne, appelée « phase aniconique », durant laquelle la personne du Bouddha est évoquée par des symboles, est suivie vers le Ier siècle d'une « phase iconique » durant laquelle apparaissent des représentations anthropomorphiques du Bouddha. Cette seconde phase apparait simultanément en Inde et dans un autre foyer artistique important, né aux environs du début de l'ère chrétienne sur le territoire du royaume indo-grec puis de l'empire Kouchan, dont la production la plus remarquable est l'art gréco-bouddhique du Gandhara.
À partir de cette époque, l'art bouddhique se diversifie, absorbant les influences culturelles rencontrées dans les contrées où la doctrine de Gautama se diffuse : en Asie centrale et orientale (route du nord) ; à Sri Lanka et en Asie du Sud-Est (route du sud). En Inde, l'art bouddhique connait un grand développement et laisse sa marque sur l'ensemble de l'art hindou (voir Art en Inde) jusqu'à la quasi-disparition du bouddhisme au Xe siècle devant l'expansion de l'hindouisme et de l'islam.

## Inde et Asie Centrale

### La période aniconique (Vesiècleav. J.-C.-Iersiècleav. J.-C.)

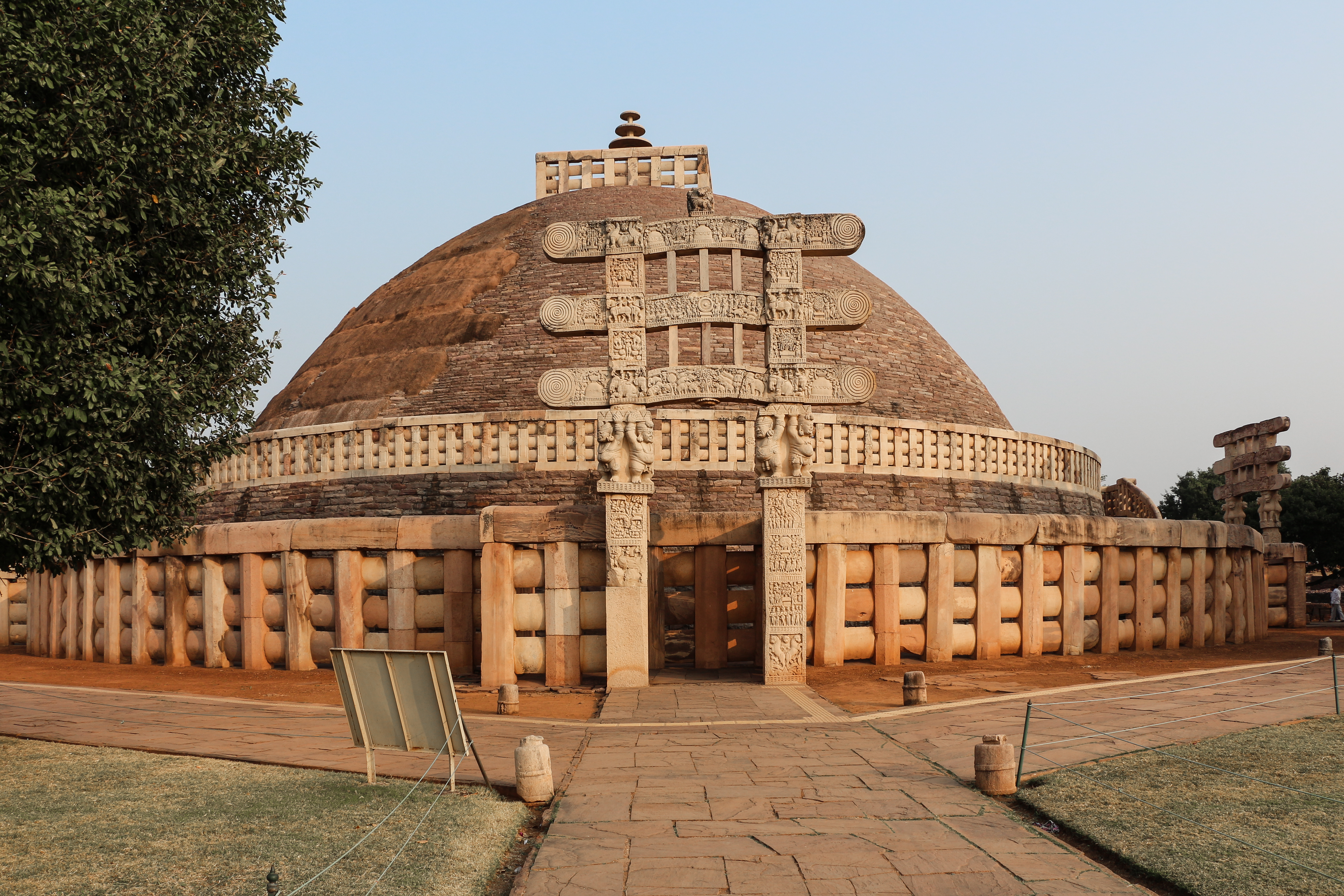
Le Grand stûpa de Sanchi.

Les premières manifestations de l'art bouddhique remontent au règne de l'empereur Ashoka de la dynastie Maurya (-322 à -180), qui voit la construction de nombreux stupas comme celui de Sanchi et l'érection de colonnes exhortant au respect de toutes les créatures et à l'acceptation des enseignements du Bouddha. Elles sont surmontées de chapiteaux en forme d'animaux (typiquement, des lions) et décorées d'autres symboles bouddhiques comme la roue du dharma.
Entre le IIe siècle av. J.-C. et le Ier siècle av. J.-C., les sculptures deviennent plus explicites, représentant des épisodes de la vie de Gautama et ses enseignements sur des tablettes votives ou des frises, souvent en relation avec la décoration des stupas. Malgré la longue tradition indienne en matière de sculpture, manifestant la maîtrise d'une riche iconographie, le Bouddha ne fut longtemps représenté que par des symboles, dont les plus communs sont :

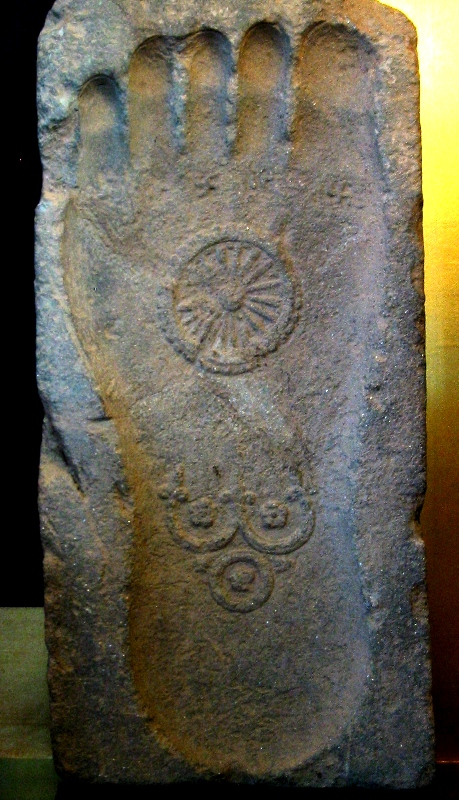
Empreinte de pied du Bouddha. Ier siècle, Gandhara.

- La Roue du Dharma ou Roue de la loi (skt. dharmacakra), symbole des Quatre Nobles Vérités.
- L’Arbre de la bodhi (« éveil ») , figuier sous lequel le Bouddha atteignit l'illumination ; ce thème de l'arbre trouve peut-être des antécédents non bouddhiques dans les rites de fertilité et les représentations de l'arbre de vie.
- L’Empreinte de pied du Bouddha (skt. « Buddhapada ») représentant l'impact de ses enseignements sur le monde.
- Le Trône vide.
- Les Lions, symbole de sa royauté. Le Bouddha  était appelé le lion des Shakyas pendant la période Ashoka, aussi ce symbole était-il présent sur les colonnes bouddhiques que l'empereur avait fait dresser sur l'ensemble du territoire indien.
- Les Colonnes surmontées d'une roue du dharma (« Dharmachakra »), symbole de son enseignement.
- Le Lotus, symbole de la pureté et de la nature intacte du  Bouddha, pour la beauté de sa fleur et l'impossibilité pour l'eau d'y adhérer, le laissant sans tache.

Cette réticence envers la représentation anthropomorphique du Bouddha et le recours à un système sophistiqué de symboles aniconiques, même dans des narrations picturales où apparaissent d'autres personnages humains, semblent être liés à une de ses paroles rapportée dans le Digha Nikaya, qui interdit qu'on le représente après la disparition de son corps. Cette tendance persista jusqu'au IIe siècle dans les parties méridionales de l'Inde ; on la retrouve par exemple dans l'école d'Amaravati (voir Le démon de Mara). Certains historiens ont proposé qu'il ait tout de même existé des représentations anthropomorphiques du Bouddha en bois, disparues avec le temps. Cependant, aucune découverte archéologique n'est encore venue confirmer cette théorie.

### Période iconique (depuis leIersiècleav. J.-C.)

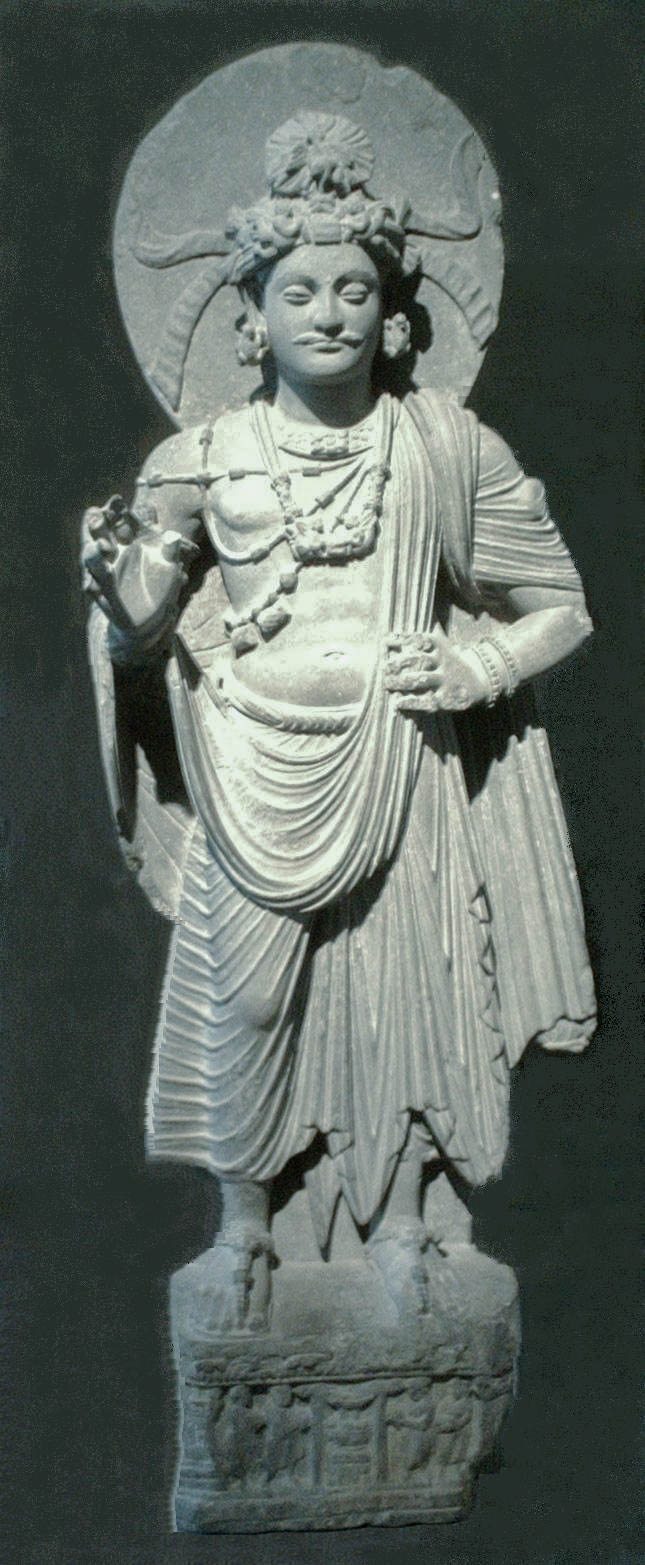
Bodhisattva debout. Pakistan, art du Gandhâra, site de Shahbaz-Garhi. Kouchan, Ier siècle-IIIe siècle. Schiste H. : 120 cm.

Les représentations anthropomorphiques du Bouddha ont commencé à apparaître vers le Ier siècle av. J.-C. au nord  et au nord-ouest de l'Inde. Les deux principaux centres de création étaient Gandhara au Penjab actuel (Pakistan) et Mathura au nord de l'Inde. Il existe deux théories concernant l'origine de cette innovation : elle résulterait soit d'une évolution intrinsèque de l'art bouddhiste indien à Mathura, soit de l'influence de la culture grecque à Gandhara à travers le syncrétisme gréco-bouddhique.
L'art du Gandhara bénéficia de siècles d'interaction avec la culture grecque depuis les conquêtes d'Alexandre le Grand en -332. La création des royaumes gréco-bactrien et indo-grec conduisit au développement de l'art gréco-bouddhique. La sculpture bouddhique de Gandhara montre l'influence de l'art de la Grèce antique et certains spécialistes ont également suggéré qu'elle exprime le concept d'homme-dieu inspiré de la mythologie grecque. Les cheveux ondulés, l'habit drapé couvrant les deux épaules, les chaussures et les sandales, les motifs hellénistiques telles que les feuilles d'acanthe sont caractéristiques de l'école de sculpture de Gandhara et seront repris par d'autres écoles.
L'art de Mathura était basé sur de fortes traditions indiennes connaissant la représentation anthropomorphique de divinités (Yaksas, par exemple), mais dans un style relativement archaïque par rapport aux futures représentation du Bouddha. Les caractéristiques de l'école de Mathura sont l'habit ne couvrant que l'épaule gauche, le traitement des plis des robes donnant une apparence de fine mousseline, la roue du dharma dans la paume de la main, la posture du lotus.
Mathura et Gandhara se sont fortement influencées l'une l'autre. À l'époque de leur épanouissement artistique, les deux régions étaient d'ailleurs réunies politiquement dans l'empire Kushan, dont les deux cités étaient simultanément capitales.
L'art iconique fut caractérisé dès le début par un idéalisme réaliste, combinant des représentations humaines réalistes (dans les proportions, les attitudes et les attributs) avec une idée de la perfection et de la sérénité conduisant au divin. L'expression du Bouddha à la fois en tant qu'homme et dieu devint le canon iconographique pour la plupart des représentations de l'art bouddhique.

L'art bouddhique continua de se développer en Inde pendant plusieurs siècles. Les sculptures en grès rose de Mathura atteignirent sous l'empire Gupta (IVe- VIe siècle) une très grande finesse d'exécution et une remarquable délicatesse dans le modelage. L'art de l'école Gupta exerça une grande influence en Asie. Néanmoins, à partir du Xe siècle, le recul du bouddhisme devant l'hindouisme et l'islam entraîna le déclin de l'art bouddhique indien.

Carte de l'expansion du bouddhisme.

Le bouddhisme s'étendit en dehors de l'Inde à partir du Ier siècle av. J.-C. Son style artistique original se mêla avec d'autres influences, entraînant une différenciation progressive  selon les pays.
- Une Route du Nord, caractérisée par la dominance du mahayana, se dessina à partir du Ier siècle av. J.-C. depuis l'Asie centrale, à travers le Tarim, et depuis l'Inde jusqu'en Chine, en Corée et au Japon ; le Tibet fut exposé aux influences bouddhistes issues d'Asie centrale, d'Inde et de Chine.
- Des Routes du Sud, en provenance d'Inde et en partie maritimes, amenèrent le bouddhisme tout d'abord à Sri Lanka, puis en Asie du Sud-Est (Myanmar, Thaïlande, Cambodge, Indonésie, Viêt Nam). Le bouddhisme theravada y domine, mais le vajrayana y connut son heure de gloire (Cambodge et Indonésie en particulier). Le bouddhisme vietnamien a également connu l'influence de la Chine.

## Art bouddhique du NordVIe
La transmission du bouddhisme le long de la route de la soie vers l'Asie centrale, la Chine, la Corée et le Japon aurait commencé au Ier siècle si l'on en croit la mention  d'une ambassade (peut-être légendaire) envoyée vers l'ouest par l'empereur chinois Mingdi (58-75). Les contacts s'affirmèrent au IIe siècle, probablement grâce à l'expansion de l'empire Kouchan dans le territoire chinois du bassin du Tarim, avec les voyages missionnaires d'un grand nombre de moines d'Asie centrale. Les premiers traducteurs des sutras en chinois, Lokaksema par exemple, étaient parthes, kouchans, sogdiens ou koutchéens.
Les expéditions missionnaires le long de la route de la soie furent accompagnés d'un flux d'influences artistiques, visibles dans le développement de l'art serindien du IIe au XIe siècle dans le bassin du Tarim (actuel Xinjiang). Cet art dérive souvent de l'art gréco-bouddhiste du district de Gandhara (actuel Pakistan), et combine des influences indiennes, grecques, romaines et persanes. Ces influences se retrouvent jusqu'au Japon de nos jours, dans les motifs architecturaux, l'imagerie bouddhiste et la représentation des dieux japonais.
L'art de la route du Nord fut également très influencé par le développement du bouddhisme mahayana. Alors que le bouddhisme originel prônait un travail sur soi-même de détachement de la souffrance pour atteindre l'illumination personnelle et le statut d'arhat, sans l'aide d'aucune divinité, le mahayana réintroduit le recours à des figures quasi-divines, les bodhisattvas et le(s) bouddha(s), envers qui le fidèle fait preuve de dévotion. L'art bouddhiste du nord est donc caractérisé par un panthéon très riche et syncrétique, avec une multitude d'images de bouddhas, bodhisattvas et autres déités moins importantes.

### Afghanistan

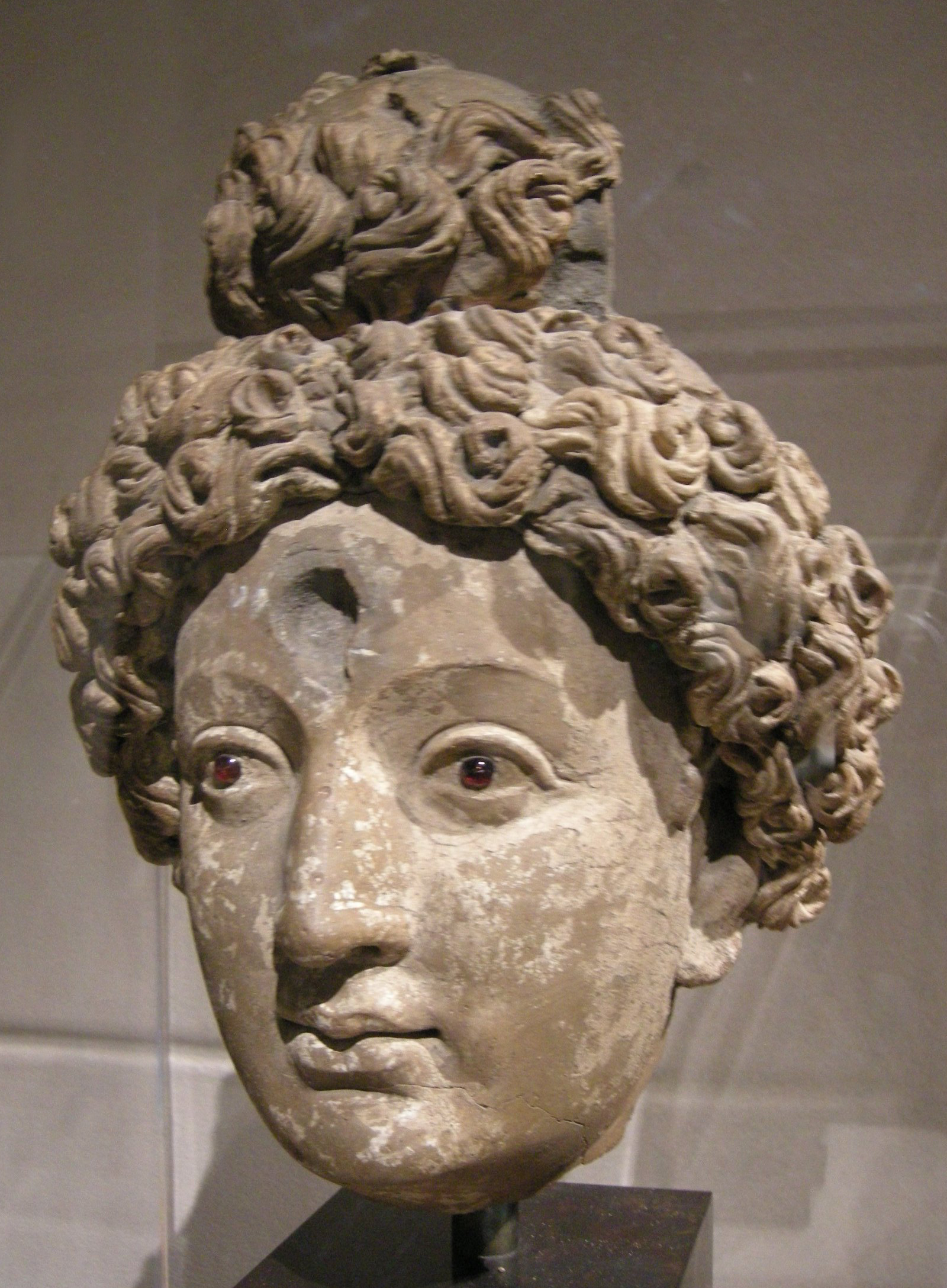
Tête de Bouddha ou d'un Bodhisattva. Ve siècle ou VIe siècle siècle. Afghanistan (probablement Hadda). Argile avec incrustation d'yeux en grenats. H 31,1 x L 22,5 x P 18,4 cm. MET, New York.

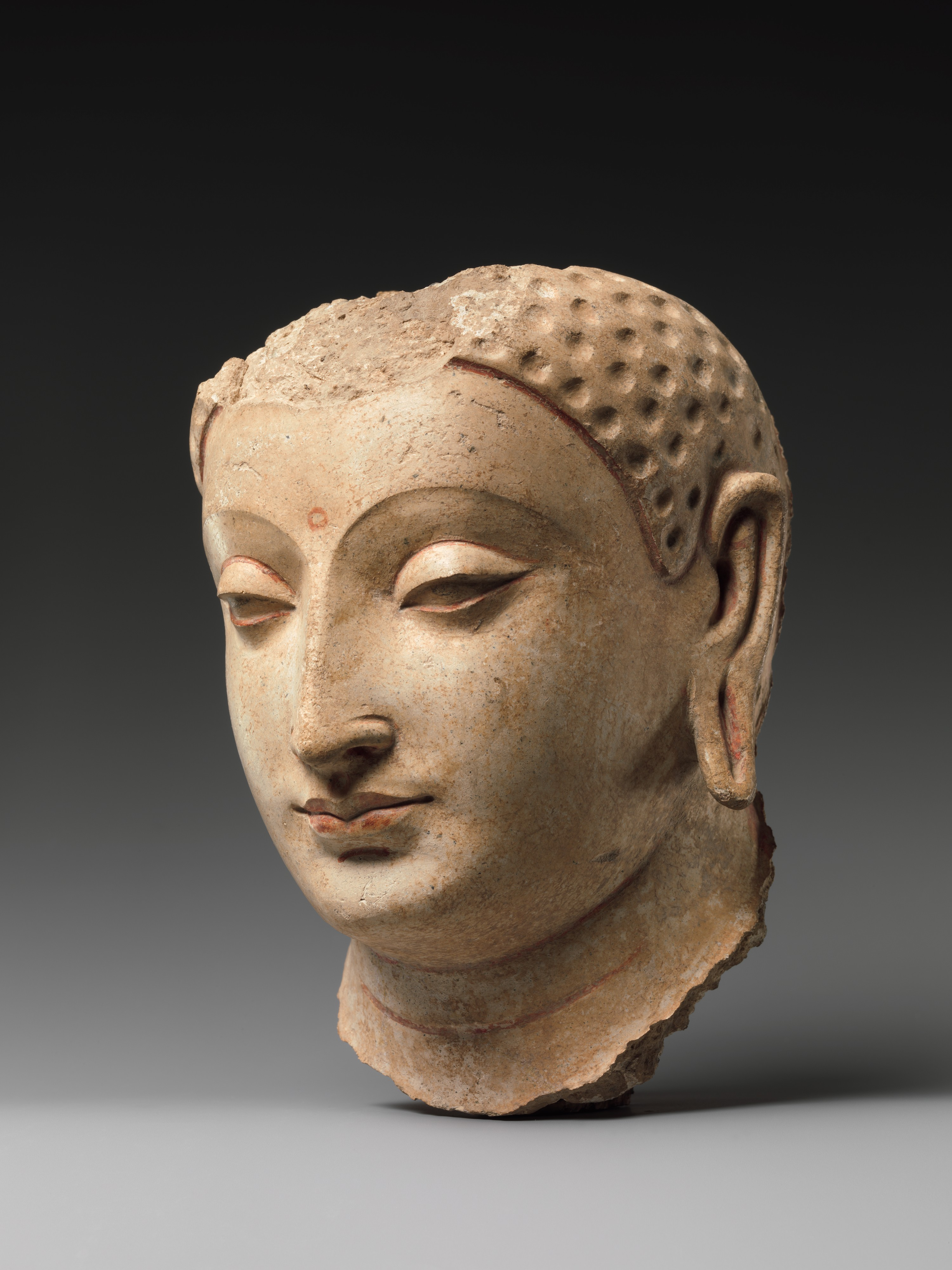
Tête de Bouddha, provenant d'Afghanistan, probablement Hadda, Ve siècle ou - VIe siècle siècle.MET, New York.

L'art bouddhique en Afghanistan (ancienne Bactrie) persista pendant plusieurs siècles jusqu'à l'arrivée de l'islam au VIIe siècle, comme en témoignent les Bouddhas de Bamiyan. D'autres sculptures en stuc, schiste ou argile montrent un très fort mélange entre l'art indien post-Gupta et l'influence classique hellénistique et même gréco-romaine. L'islam prohiba l'art anthropomorphique et l'art bouddhique, dont les sujets étaient vus comme des idoles, subit de nombreuses attaques, les dernières étant les destructions systématiques du régime taliban. Les bouddhas de Bamiyan, les sculptures de Hadda et beaucoup d'œuvres des musées afghans furent détruites. Avant même l'avènement du gouvernement taliban, les conflits multiples durant depuis les années 1980 avaient favorisé le pillage systématique des sites archéologiques et la fuite d'œuvres afghanes vers le marché noir international.

### Asie centrale

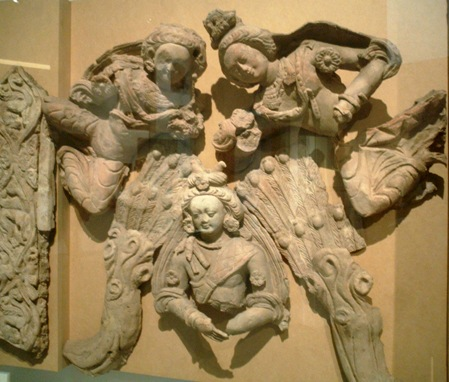
Art serindien, terre cuite, VIe siècle ou - VIIe siècle siècle, Tumshuq (Xinjiang).Musée Guimet, Paris

L'Asie centrale a longtemps joué le rôle de carrefour entre la Chine, l'Inde et la Perse. Pendant le IIe siècle av. J.-C., l'expansion des Han vers l'ouest intensifia les contacts avec les civilisations hellénistiques d'Asie, particulièrement le royaume gréco-bactrien.
Plus tard, l'expansion du bouddhisme vers le nord mena à la formation de communautés, et même de royaumes bouddhiques en Asie centrale. Quelques villes de la route de la soie étaient constituées uniquement de stupas et de monastères, et il semble que leur principal objectif était d'accueillir les voyageurs transitant entre l'est et l'ouest.
La partie orientale de l'Asie centrale ou Turkestan chinois (bassin du Tarim, Xinjiang) en particulier a révélé un art serindien extrêmement riche (nombreuses grottes contenant des peintures murales et des bas-reliefs, peintures portatives sur toile, sculptures, objets rituels), montrant des influences indienne et hellénistique. Ces œuvres rappellent le style de Gandhara ; des textes en caractères gandhari Kharoshti ont d'ailleurs été retrouvés. Ces influences furent rapidement assimilées par la culture chinoise.

### Chine

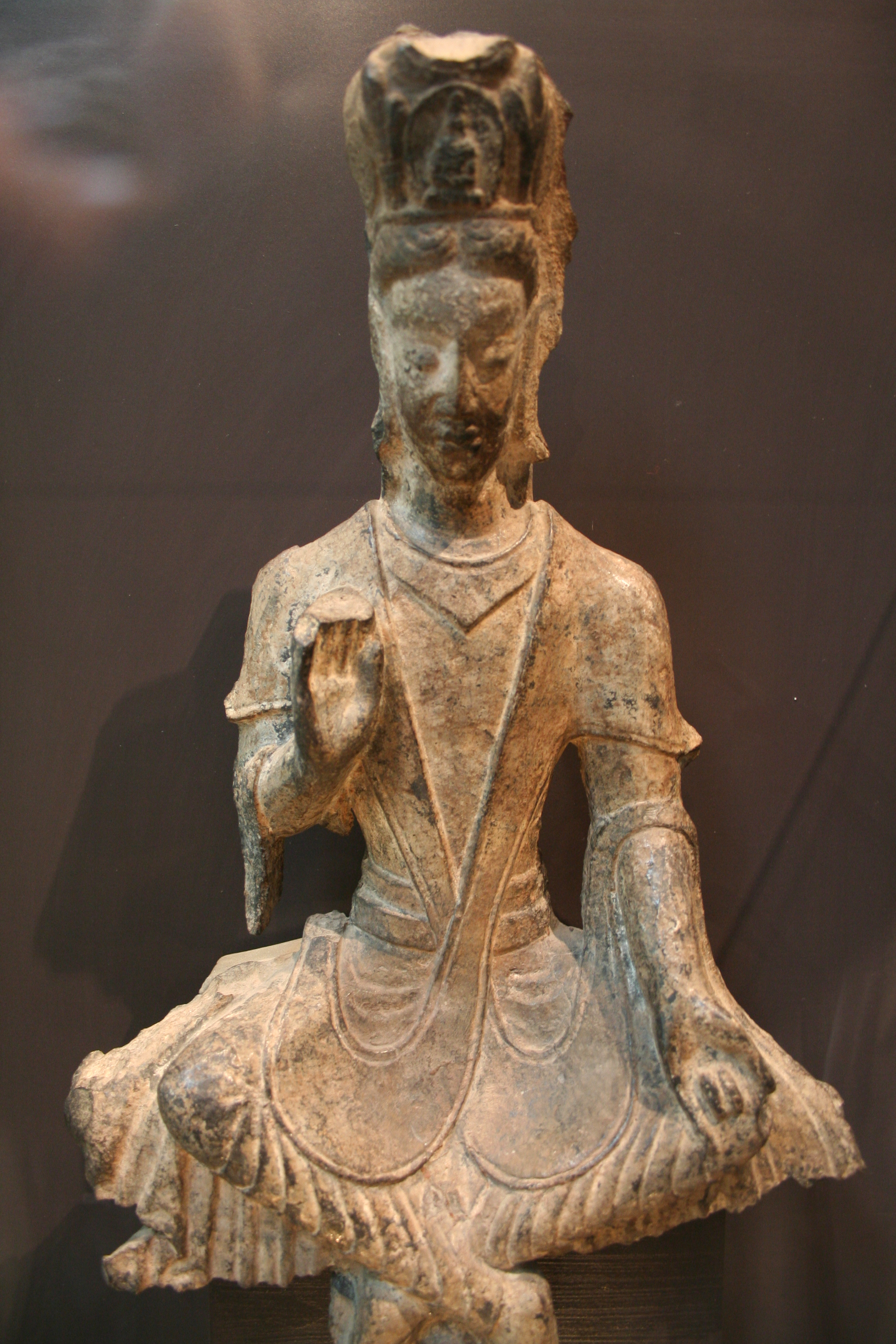
Le Bodhisattva Avalokiteshvara. Grès. Grottes de Longmen (?) Henan. Fin du Ve siècle, dynastie Wei du Nord (386-534). Musée Cernuschi, Paris.

Bien que l'on ait retrouvé des traces d'incursions de missionnaires en Chine pendant le règne du roi Ashoka, on fait traditionnellement remonter son introduction officielle à l'année 67 qui vit l'arrivée des moines Moton et Chufarlan. En 68, sous patronage impérial, ils établirent le Temple du Cheval blanc (白馬寺) près de la capitale Luoyang ; reconstruit, ce temple existe toujours. À la fin du IIe siècle, une communauté bouddhique prospère était établie à Pengcheng (actuel Xuzhou, Jiangsu). L'influence de cette religion crût progressivement, et avec elle la présence d'un art bouddhique en Chine qui prit vite des traits originaux, devenant  particulièrement actif et créatif dans les oasis de la Région autonome ouïghoure du Xinjiang à l'époque des royaumes indépendants (IIe – VIIe siècles) du bassin du Tarim (Miran, Tumchuq, Kucha, Karachahr, Turfan) et Dunhuang, de Longmen (VIe – Xe siècles), et enfin avec les Bouddhas du Shandong (du VIe au XIe siècle) exposés au musée Cernuschi en 2009. Par ailleurs le site des sculptures rupestres de Dazu, au Sichuan, offre un bel ensemble sur la période allant du IXe au XIIIe siècle.

#### Dynasties du Nord
Aux Ve et VIe siècles, les dynasties du Nord, plutôt éloignées des sources originelles d'inspiration, eurent tendance à développer des modes de représentation symboliques et abstraits, avec des lignes schématiques. Leur style est également décrit comme solennel et majestueux. Le manque de corporalité de cet art, et sa distance par rapport à l'objectif originel du bouddhisme (exprimer l'idéal de l'illumination d'une manière réaliste et accessible), mena progressivement à une recherche de plus de naturalisme et de réalisme, conduisant à l'expression de l'art bouddhique Tang.

#### Dynastie Tang

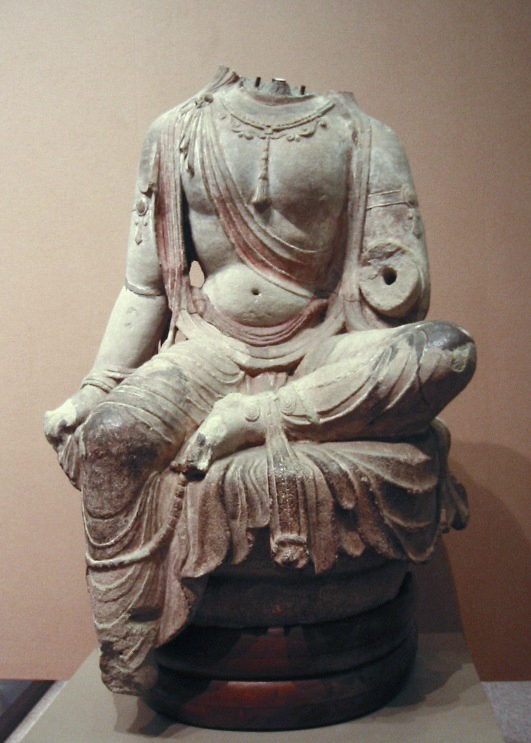
Bodhisattva Tang. Musée national de Tokyo.

Après une période de transition sous  la dynastie Sui, la sculpture bouddhique de la dynastie Tang  évolua vers une expression plus réaliste. L'ouverture aux influences étrangères et la reprise des échanges avec la culture indienne grâce aux voyages de moines chinois en Inde entre le IVe et le XIe siècle la fit évoluer vers une forme plus classique, inspirée de la période indienne Gupta. La capitale Chang'an (actuelle Xi'an) devint un centre important du bouddhisme, d'où il  s'étendit vers la Corée puis vers le Japon.
Cependant, les influences étrangères étaient par épisodes mal perçues. En l'an 845, l'empereur Tang Wuzong interdit toutes les religions "étrangères", parmi lesquelles  le nestorianisme, le zoroastrisme, le manichéisme et le bouddhisme, afin de promouvoir la religion indigène, le taoïsme. Il confisqua les possessions bouddhiques, et força cette religion à devenir clandestine durant presque deux ans. Cette brève période d'interdiction et les autres aléas que le bouddhisme eut à subir durant la période de transition des Tang aux Song ne l'empêcha pas de continuer à influencer le paysage religieux et artistique. La dynastie Song (1127-1279), fut une autre période particulièrement favorable au bouddhisme, représenté en majorité par les courants chan et jingtu. Les monastères chan étaient des centres de savoir et de culture, et l'art bouddhique connut un nouvel apogée.
De manière générale, la popularité du bouddhisme en Chine a fait de ce pays le détenteur d'une des plus riches collections d'art bouddhique. Les grottes de Mogao près de Dunhuang au Gansu, les Grottes de Longmen près de Luoyang au Henan, les grottes de Yungang près de Datong au Shanxi et les sculptures rupestres de Dazu près de Chongqing sont parmi les plus importants et célèbres sites sculpturaux. Le bouddha géant de Leshan, sculpté dans une colline à la confluence de trois rivières au  VIIe siècle (dynastie Tang), reste la plus grande statue de bouddha au monde.

### Corée
Le bouddhisme est introduit en Corée par le nord dans le royaume de Goguryeo aux alentours de 372 . L’art de ce royaume se manifeste par des proportions allongées et un renouvellement dans la stylisation des robes monastiques. La religion se diffuse dans les autres royaumes de la péninsule progressivement en commençant par celui de Baekje en 384 grâce aux moines chinois. À l’inverse de ces deux royaumes, le dernier, celui de Silla, tarde à accepter la nouvelle religion, elle ne sera reconnue qu’en 534 bien que déjà familière avec celle-ci et sera plus tardivement, la religion majoritaire.
L’unification de la péninsule sous la gouvernance du royaume de Silla en 668 avec le soutien de l’empire chinois Tang permet de consolider les liens entre le royaume chinois et le royaume coréen, favorisant ainsi les échanges de biens entre les deux cours. Ainsi, l’importation d’arts et de savoirs provenant de toute l’Asie mais aussi de l’occident au travers de la route de la soie nourrit les productions artistiques 
L'art bouddhique coréen, où les influences de la Chine et l'art des steppes se mêlent, reflète l'interaction entre le bouddhisme chinois et une forte culture coréenne indigène. Le style de cet art est géométrique, abstrait et richement orné, avec un luxe caractéristique des « barbares ». Selon Pierre Cambon, il « montre une sobriété, un goût du juste ton, un sens de l'abstraction mais également des couleurs qui est curieusement proche des goûts contemporains ».

### Japon
Au milieu du IVe siècle, un roi coréen offre au souverain japonais de l'époque une statue de bouddha et plusieurs orémus (?) de Gautama Bouddha. Les premiers moines chinois et coréens qui arrivent au Japon sont des maîtres de la culture et des beaux-arts. Les premières peintures et sculptures remarquables sont des œuvres bouddhiques.

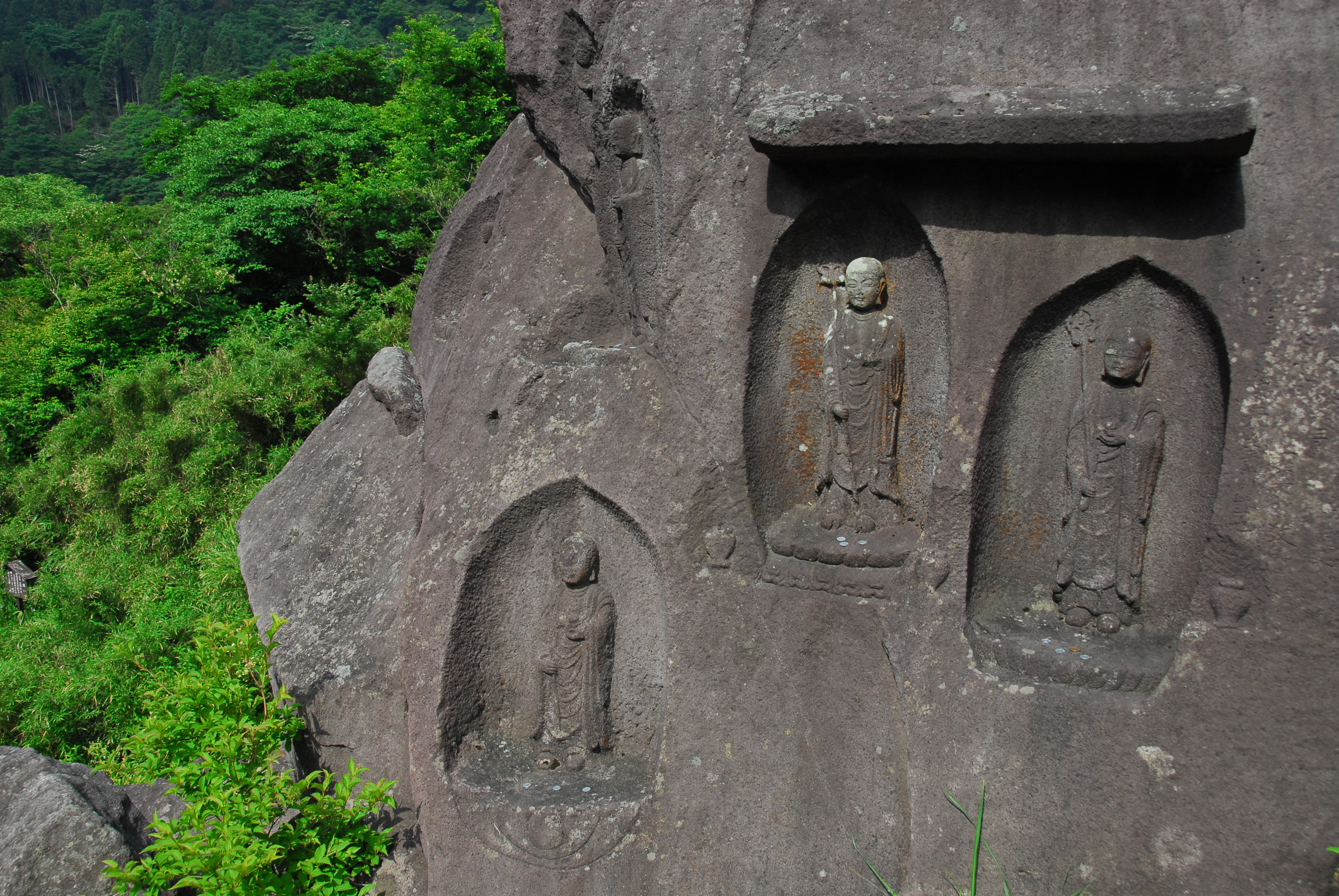
Bouddhas en pierre de Moto-Hakone. Japon, fin époque de Kamakura.

À la fin du VIIe siècle (impératrice Suiko), le prince Shôtoku, régent converti au bouddhisme, cherche à imiter le roi indien Ashoka en faisant la promotion du bouddhisme au Japon. Il invite des moines et artistes du continent (Corée, Chine) pour construire des temples et développer la religion. Un des premiers artistes venus est le peintre coréen Dusio, qui eut beaucoup d'élèves. Kôbô Daishi, lettré versé en calligraphie, traverse la mer pour faire ses études en Chine et revient ensuite fonder l'école shingon.
Pourtant, les nouveautés des centres culturels du continent ne parvenaient pas fréquemment sur l'archipel, du fait des difficultés du transport. Les artistes japonais cherchèrent des modèles dans leur propre nature et leur réalité sociale, développant ainsi une forte identité artistique, évitant l'imitation servile de l'art étranger. Par ailleurs, le relatif isolement géographique du Japon permit aux œuvres d'être protégées des destructions de guerre.

## Art bouddhique du Sud

### Indonésie

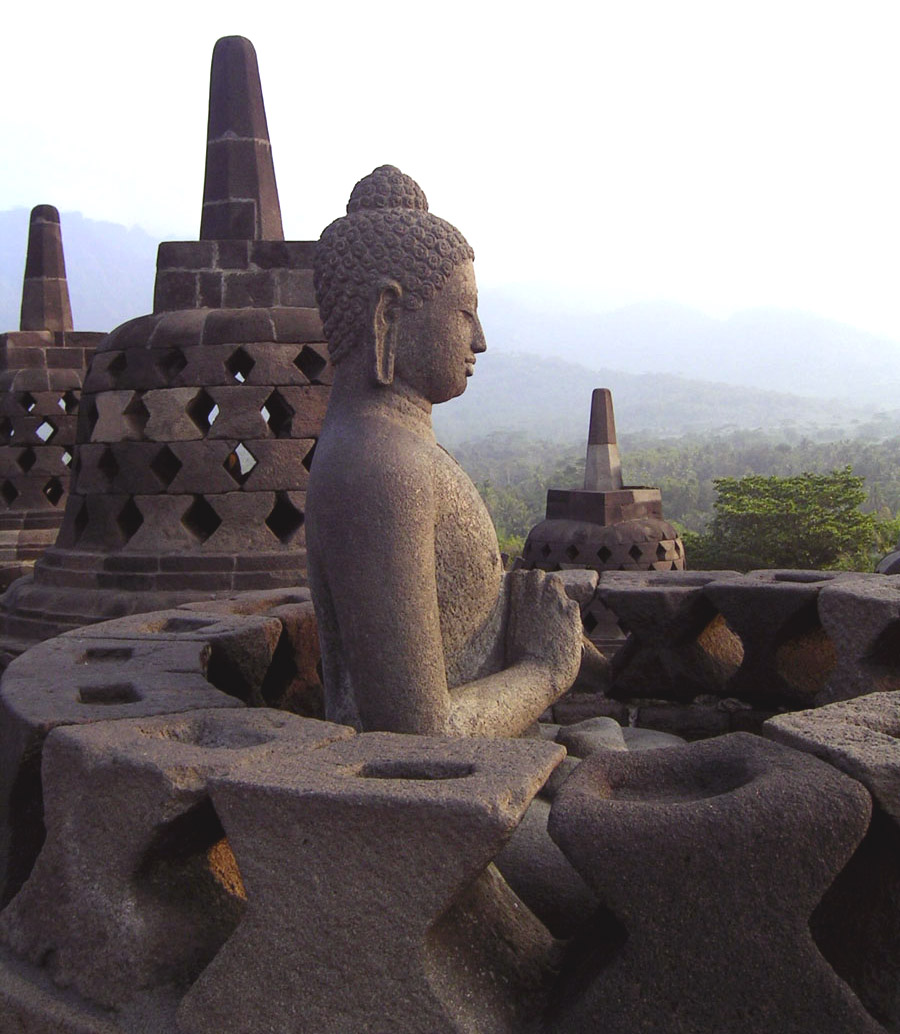
Bouddha du temple de Borobudur.

En Indonésie, les premières traces avérées d'adoption de modèles culturels indiens datent des alentours de 450 apr. J.-C. Du VIIIe au XIIIe siècle, la puissance dominante de l'ouest de l'archipel est la cité-État de Sriwijaya (située à l'emplacement de l'actuelle Palembang) dans le sud de Sumatra, qui contrôle le trafic maritime du détroit de Malacca. La religion officielle de Sriwijaya est le bouddhisme Mahayana et Vajrayana.

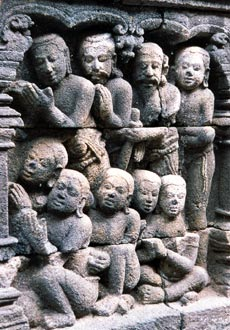
Détail de bas-relief de Borobudur.

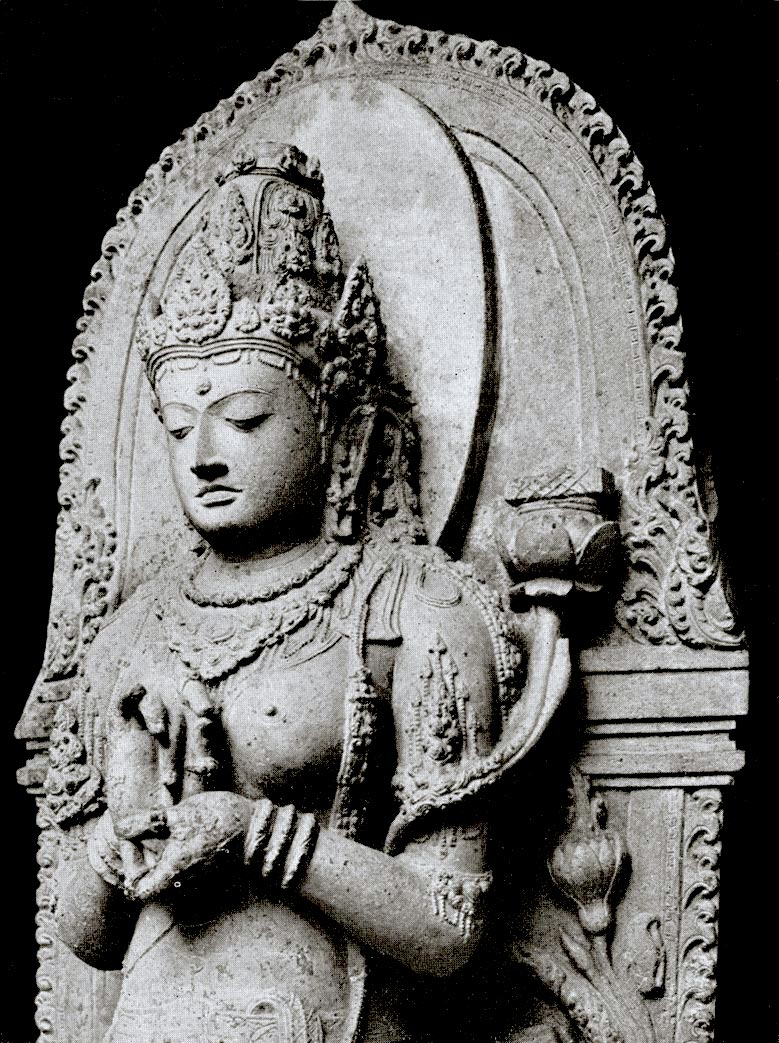
Statue de Prajñāpāramitā. Royaume de Singhasari, Java Est.

On trouve des vestiges architecturaux extrêmement riches et raffinés à Java. L'un des plus beaux exemples est le temple de Borobudur (la structure bouddhiste la plus grande au monde, construite aux alentours de 780-850 apr. J.-C.). Ce temple, conçu selon un concept bouddhique de l'univers appelé mandala, qui compte ici 505 images du Bouddha assis et des stupa uniques en forme de cloche contenant la statue du Bouddha. Le temple de Borobudur présente également de longues séries de bas-reliefs mettant en scène les écritures saintes du bouddhisme.
La plus vieille structure bouddhiste en Indonésie est probablement celle des stupas en brique et plâtre de Batu Jaya, à Karawang dans la province de Java occidental, datant environ du IVe siècle apr. J.-C. Toutefois, l'art bouddhique en Indonésie atteint son âge d'or durant la dynastie des Sailendra à Java. Les bas-reliefs et statues de bodhisattva, de Tara et de Kinnara trouvé dans les temples de Kalasan, Sewu, Sari, et Plaosan sont très grâcieux, et les personnages ont une expression sereine. Le temple de Mendut près du Borobodur abrite la statue géante du Bouddha, d'Avalokiteshvara et de Vajrapani.
Le plus bel exemple d'art classique javanais est la statue délicate et sereine de Prajnaparamita (collection du Musée national d'Indonésie,) la déesse de la sagesse transcendantale, provenant du royaume de Singhasari.
À Sumatra, on trouve les temples de Muara Takus et de Muara Jambi.

#### Ouvrages généraux
- (en) Kurt A. Behrendt, How To Read Buddhist Art, New York, Metropolitan Museum of Art, 2020, 136 p. (ISBN 978-1-588-39673-0)
- (en) Rebecca M. Brown (Ed.) et Deborah S. Hutton (Ed.), A Companion to Asian Art and Architecture, Wiley-Blackwell, coll. « Blackwell Companions to Art History Book » (no 5), 2011, 688 p. (ISBN 978-1-119-01953-4)
- Gilles Béguin, L'art bouddhique, Paris, CNRS Éditions, 2009, 416 p. (ISBN 978-2-271-06812-5)
- Albert Châtelet et Bernard-Philippe Groslier (dir.), L'Art asiatique. 4000 ans de chefs-d'oeuvre, vol. IV de Histoire de l'art, Paris, Larousse, 1988, 232 p. (ISBN 978-203720054-7)
- (en) Robert E. Fisher, Buddhist Art and Architecture, London, Thames & Hudson, coll. « World of Art », 1993, 216 p. (ISBN 978-0-500-20265-4)
- Louis Frédéric, Les dieux du bouddhisme. Guide iconographique, Paris, Flammarion, coll. « Tout l'art Encyclopédie », 2009, 359 p. (ISBN 978-2-080-10654-4)
- (en) Denise Patry Leidy, The Art of Buddhism. An Introduction to Its History and Meaning, Boulder (CO), Shambala, 2009, 352 p. (ISBN 978-1-590-30670-3)
- (en) Wladimir Zwalf (en) (Ed.), Bouddhism. Art and Faith, London, British Museum Publications, 1985, 300 p. (ISBN 978-0-714-11432-3)

#### Ouvrages spécifiques
- (en) J.C. Harle, The Art and Architecture of the Indian Subcontinent, New Haven (CT), Yale University Press, 1994, 601 p. (ISBN 978-0-300-06217-5)
- Christine Kontler, L'art chinois. Une histoire culturelle, Paris, CNRS Éditions, 2016, 247 p. (ISBN 978-2-271-09177-2)
- Édith Parlier-Renault (dir.), L'art indien. Inde, Sri Lanka, Népal, Asie du Sud-Est, Paris, CNRS Éditions, 2010, 419 p. (ISBN 978-2-840-50702-4)
- (en) Robert Treat et Alexander Soper, The Art and Architecture of Japan, London, Penguin Books, coll. « The Pelican History of Art », 1975 (2nd ed. fully revised), 521 p. (ISBN 978-0-300-06217-5)
- (en) Mark Robinson (Ed.), The Vision and Art of Shinjo Ito, Alinari, 2008, 181 p.  (ISBN 978-8-863-02002-1)

#### Encyclopédies et dictionnaires
- (en) Robert E. Buswell Jr. (Ed.), Encyclopedia of Buddhism, New York, MacMillan Reference, 2014, xxxi + 981 p. (ISBN 978-0-028-65718-9)